# Attalai Gábor
Attalai Gábor (Budapest, 1934. november 20. – Budapest, 2011. július 23.) Munkácsy Mihály-díjas iparművész, textilművész, grafikus, a konceptuális művészet kiemelkedő magyar képviselője, a Magyar Művészeti Akadémia tagja.

## Életútja
Felsőfokú tanulmányokat az Iparművészeti Főiskolán folytatott, ahol Schubert Ernő, Molnár Béla voltak a mesterei. 1958-ban diplomázott. Pályakezdésének időszakában nagy hatást tett rá Marcel Duchamp művészete. Hatására ő is készített ready-made-eket, önálló koncept munkákat, alkotott rajzokat, textilképeket, gobelineket, fal- és tér- textil-kompozíciókat, fafaragásokat, installációkat, akciókat, olajfestményeket, grafikákat, fotókat, fotónyomatokat, fém-, kő- és papírplasztikákat. Aknai Tamás új-konstruktivizmusnak jellemzi.
1971 telén feltűnt a művész a hófödte budai rakparton - jelenleg Friedrich Born rakpart -, ahol a havat lekapargatva egy hatalmas ötágú csillagot formázott, munkája nyomán a fehér havas rakparton előtűnt a fekete föld színű ötágú csillag, a negatív csillag, amely aztán természetesen a hó elolvadása után semmivé vált, mintegy rámutatva az aktuális politikai kurzusok köztéri szobrászatának múlékonyságára.
Foglalkoztatta Malevics szuprematizmusa, monokróm festményei a Malevics-vonal folytatásaként jelentek meg. Mindig a mű és a közönség közti kapcsolatot kereste, gondolatokat akart megragadni, közvetíteni, nem pusztán a látás, hanem inkább a látvány által való megtalálás volt a célja, az anyagok öntörvényűségének megismerését és megismertetését éppen úgy magában foglalja az ő művészete, mint szabad asszociációinak és szubjektív gondolatainak lenyomatait. Meghökkent, elámít és elgondolkodtat, megmutatja, hogy bármely köröttünk levő hétköznapi tárgy lehet egyben a művészet tárgya, pl. egy dátumbélyegző, mely jelezheti a kezdetet és a végzetet is (születés-halál).
A távolság, a csend, az idő kifejezése is foglalkoztatta, időobjekteket, időbélyegzéseket, időviszonylatokat készített.
Sokoldalú és termékeny művész volt, műveit magán- és közgyűjtemények őrzik, köztük a pécsi Janus Pannonius Múzeum Modern Magyar Képtára, a Szombathelyi Képtár. Balatonszéplakon az Újságíró-üdülő enteriőrjét Attalai Gábor gobelinje díszíti.

## Egyéni kiállítások (válogatás)[7]
- 1963 • Petri Galla lakása, Budapest • Képcsarnok, Szeged
- 1966 • Modern Nordisk Konst G. Csiky Tiborral, Göteborg
- 1972 • Filcek, Dorottya u. Galéria, Budapest
- 1974 • Dorottya u. Galéria, Budapest
- 1978 • Red-y Made-s, Színház téri Könyvtár, Pécs
- 1984 • Vancouveri házak, Helikon Galéria, Budapest
- 2010 • Fotómunkák, Vintage Galéria, Budapest

## Csoportos kiállítások (válogatás)
- 1969 • Textil falikép '68 (a kiállítás szervezője), Ernst Múzeum, Budapest
- 1972 • Lakástextil-kiállítás, Iparművészeti Múzeum, Budapest • Kulturális Kapcsolatok Intézete Kiállítóterem, Budapest • International Artist Cooperation Gallery, Oldenburg
- 1973 • Veste Sagrada Organisacion Creativa, Rio de Janeiro • 1. Ipari Textilművészeti Biennálé, Savaria Múzeum, Szombathely • Trigon, Johanneum Museum, Graz
- 1974 • 3. Fal- és Tértextil Biennálé, Savaria Múzeum, Szombathely • New Reform Gallery, Antwerpen
- 1975 • Jubileumi Iparművészeti kiállítás, Műcsarnok, Budapest
- 1976 • Magyar Miniatűr Textilek, 4. Fal- és Tértextil Biennálé, Savaria Múzeum, Szombathely • G. Banco, Brescia
- 1977 • G. Loa, Haarlem, NL • Hatvany Lajos Múzeum, Hatvan • 3. Ipari Textilművészeti Biennálé, Savaria Múzeum, Szombathely • Modern grafika, Janus Pannonius Múzeum, Pécs • Velemi Textilművészeti Alkotó műhely, Velem • Stadt Museum, Linz
- 1978 • Nemzetközi Iparművészeti Bemutató, Erfurt • Textil a textil után, Városi Tanács, Eger
- 1979 • Works and Words International Art Manifestation, De Appel, Amsterdam[8]
- 1980 • Rajz, Magyar Nemzeti Galéria, Budapest
- 1999 • Dátum, Műcsarnok, Budapest
- 2007 • Formabontók I. – Neoavantgard tendenciák a magyar fotóművészetben: 1965-1984. Budapest Galéria Lajos utcai kiállítóháza, Budapest
- 2008 •  Koncept koncepció, szemelvények, Vasarely Múzeum, Budapest[9]
- 2010 • Fotóhasználati taktikák a Makói Grafikai Művésztelepen (1977-1990), HattyúHáz Galéria, Pécs

## Tudományos tisztség
- A Magyar Művészeti Akadémia tagja (1992-től)

## Díjak, elismerések (válogatás)
- IV. Nemzetközi Nyomtatott Grafikai Biennálé, Bradford (II. díj, 1972)
- Zágrábi Galéria Contemporain díja, IV. Nemzetközi Rajzbiennálé, Rijeka (1972)
- Munkácsy Mihály-díj (1988)